# 예방가능 사인

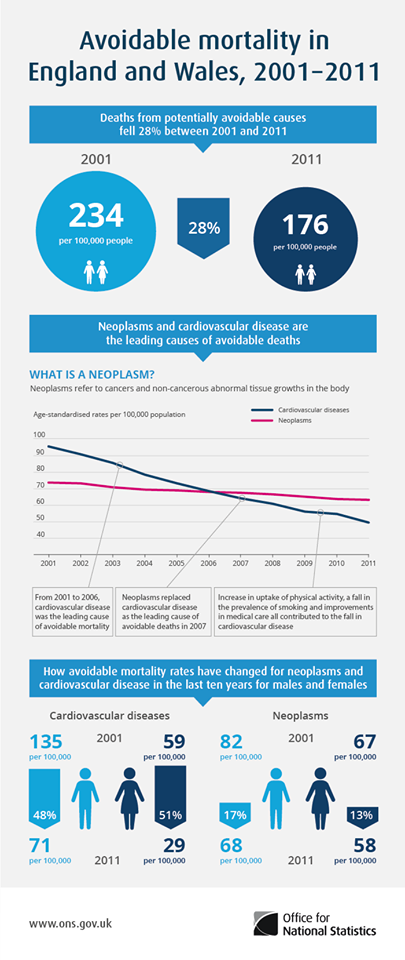
그림 1: 2011년 잉글랜드와 웨일스에서 잠재적으로 회피 가능한 원인으로 인한 사망은 전체 등록 사망의 약 24%를 차지했다. 회피 가능한 사망의 주요 원인은 남성의 허혈성 심장 질환과 여성의 폐암이었다.

예방가능 사인, 즉 예방 가능한 사망 원인은 피할 수 있었던 위험 요소와 관련된 사망 원인이다. 세계보건기구는 전통적으로 질병 또는 부상의 주요 유형에 따라 죽음을 분류해 왔다. 그러나 사망원인은 흡연, 건강에 해로운 식단, 성적 행동, 무모한 운전과 같이 여러 다른 질병에 기여하는 흡연, 건강에 해로운 식단, 성적 행동 및 무모한 운전과 같은 예방 가능한 위험 요인 측면에서도 분류될 수 있다. 이러한 위험 요인은 의료 보고서에는 명시되어 있지만 사망진단서에는 직접 기록되지 않는 경우가 많다.

## 전 세계
전 세계에서 매일 약 15만 명이 사망하는 것으로 추정되며, 이 중 약 3분의 2인 하루 10만 명은 노화 관련 원인으로 사망한다. 산업화된 국가에서는 그 비율이 훨씬 높아 90%에 달한다. 따라서 간접적으로 생물학적 노화 (노쇠)가 단연 주요 사망 원인이다. 생물학적 과정으로서의 노쇠를 늦추거나 멈추거나 심지어 되돌릴 수 있는지 여부는 현재 과학적 추측과 연구의 주제이다.

### 2001년 수치
질병 통제 우선순위 네트워크(DCPN)와 협력하는 연구자들에 따르면 2001년 전 세계적으로 예방 가능한 사망의 주요 원인과 관련된 위험 요인은 다음과 같다.
| 원인                           | 사망자 수 (연간 백만 명) |
| ------------------------------ | ------------------------ |
| 고혈압                         | 7.8                      |
| 흡연                           | 5.4                      |
| 알코올 사용 장애               | 3.8                      |
| 성병                           | 3.0                      |
| 나쁜 식단                      | 2.8                      |
| 과체중 및 비만증               | 2.5                      |
| 신체 활동 부족                 | 2.0                      |
| 영양실조                       | 1.9                      |
| 고체연료로 인한 실내 공기 오염 | 1.8                      |
| 안전하지 않은 물과 나쁜 위생   | 1.6                      |

이와 대조적으로 세계보건기구 (WHO)의 2008년 통계는 사망 원인만 나열하고 근본적인 위험 요인은 나열하지 않는다.
2001년에 평균적으로 매일 29,000명의 어린이들이 예방 가능한 원인으로 사망했다 (즉, 분당 약 20명 사망). 저자들은 다음과 같은 맥락을 제공한다:
| “ | 2001년 약 5천 6백만 명이 사망했다. 이 중 1천 6십만 명이 어린이였으며, 이들 중 99%는 저소득 및 중간 소득 국가에 살았다. 2001년 아동 사망의 절반 이상은 급성 호흡기 감염, 홍역, 설사, 말라리아 및 HIV/AIDS에 기인했다. | ” |

## 서구 사회
2017년, 란셋은 스위스 역학자 실비아 스트링히니(Silvia Stringhini)와 그녀의 공동 연구자들이 서구 사회에서 예방 가능한 사망의 가장 중요한 원인들의 영향을 분석한 대규모 연구를 발표했다. 그들은 각 위험 요인에 대한 개인 수준에서의 손실 수명과 사회 수준에서의 예방 가능한 사망에 대한 기여도 (PAF = 인구 귀속 분율)를 추정했다.
이 다중 코호트 연구 및 메타 분석은 사회 경제적 지위, 높은 알코올 섭취, 신체 활동 부족, 현재 흡연, 고혈압, 당뇨병 및 비만, 사망률에 대한 정보를 포함하는 48개의 독립적인 전향적 코호트 연구에서 개별 수준 데이터를 사용했으며, 7개 고소득 WHO 회원국에서 총 1,751,479명의 인구를 대상으로 했다.
건강 위험 요인에 대한 많은 연구의 한계점은 교락 편향이다. 많은 위험 요인들이 서로 관련되어 있고 고위험군에서 함께 군집을 이룬다. 예를 들어, 낮은 신체 활동과 비만은 함께 발생한다. 신체 활동이 적은 사람들은 체중이 증가하는 경향이 있으며, 심각한 비만인 사람들은 운동하기 어렵다. 스트링히니 연구에서 엄청난 양의 개별 데이터가 갖는 독특한 장점은 각 개별 위험 요인의 상대적 기여도를 (추정)할 수 있다는 것이다.
다음 표는 개인 수준에서 흡연이 피할 수 있는 사망의 가장 큰 단일 위험이며, 그 다음이 당뇨병과 높은 알코올 섭취임을 보여준다. 인구 수준에서는 당뇨병과 높은 알코올 섭취의 유병률이 낮다. 신체 활동 부족, 흡연 및 낮은 사회경제적 지위(SES)가 조기 사망의 세 가지 주요 예방 가능한 원인이다. 흡연, 신체 활동 부족 및 낮은 SES는 모든 피할 수 있는 사망의 거의 3분의 2를 차지한다.

| 위험 요인            | 참조               | 위험비 | 40세에서 85세 사이 손실 수명 | 유병률 | 조기 사망의 백분율 (PAF) |
| -------------------- | ------------------ | ------ | ---------------------------- | ------ | ------------------------ |
| 신체 활동 부족       |                    | 1.59   | 2.30                         | 43.7%  | 24.5%                    |
| 현재 흡연            | 비흡연             | 2.08   | 4.60                         | 23.3%  | 24.0%                    |
| 낮은 사회경제적 지위 | 높은 SES           | 1.38   | 2.06                         | 35.4%  | 17.2%                    |
| 당뇨병               |                    | 1.79   | 3.99                         | 9.0%   | 6.5%                     |
| 높은 알코올          | 적당한 알코올 섭취 | 1.62   | 0.48                         | 6.8%   | 3.7%                     |
| 고혈압               |                    | 1.29   | 1.54                         | 34.0%  | 8.8%                     |
| 비만증               | 정상 BMI           | 1.11   | 0.68                         | 20.9%  | 소량                     |

난해한 발견은 피할 수 있는 조기 사망의 원인으로서 비만의 기여가 작다는 것이다. 비만이 흔히 가정되는 것처럼 중요한 독립적 위험 요인이 아닌 두 가지 이유가 있다.
1. 과체중은 교란 위험 요인을 보정하지 않으면 조기 사망 위험이 있다. 과체중은 일반적으로 신체 활동보다 측정하기 훨씬 쉬운 체질량 지수(BMI = kg/m2)로 측정된다. 대부분의 연구는 BMI만 측정하고 신체 활동은 측정하지 않았으며 교란을 보정하지 않았다.
2. 체중과 건강에 대한 많은 연구의 주요 함정은 "정상"과 "건강"이 자주 혼동된다는 것이다. WHO가 정의한 "정상" 성인 BMI(18.5 ~ 24.9 kg/m2)는 2023년 사망 위험이 아닌 1960년대 미국 시민의 정상 체중 및 키 분포를 기반으로 한다.[7][8] 3030만 명의 참가자 중 374만 건의 사망이 발생한 230개 코호트 연구에서 BMI와 사망률 간의 연관성에 대한 메타 분석 결과, 성인의 사망 위험은 23~30 kg/m2 사이에서 증가하지 않는 것으로 나타났다 (그림 2 참조).[9] WHO 기준에 따라 '정상'으로 간주되는 성인 BMI 18.5 kg/m2는 모든 원인 사망률이 30% 증가하는 것과 관련이 있다. 그러나 이것은 인과 관계가 아닌 상관 관계 측정값이므로 건강과 체중 간의 관계에 대한 기존 개념을 반증하지는 않는다.

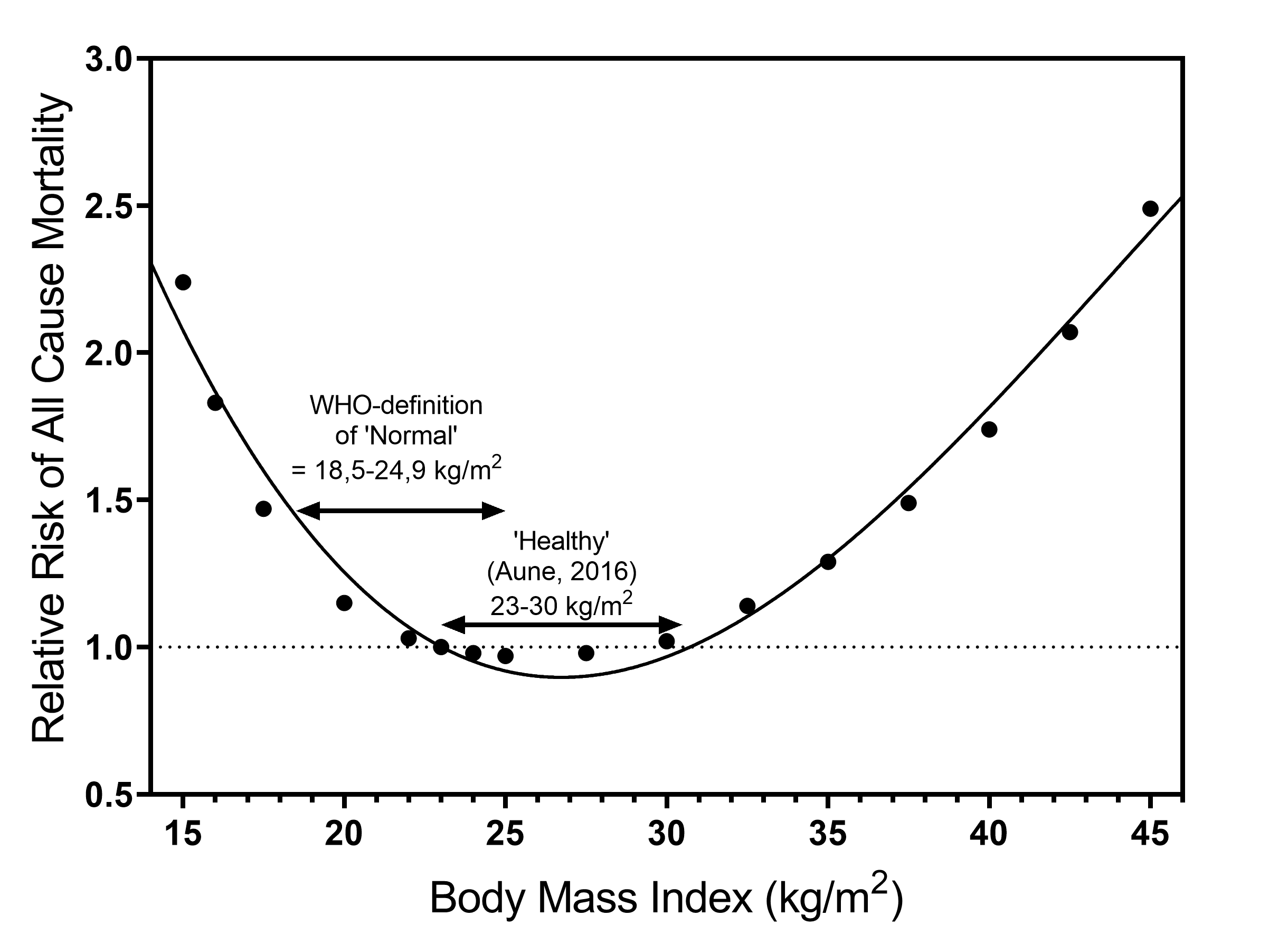
그림 2: 체질량 지수(BMI)와 모든 원인 사망률의 상대 위험 간의 연관성 (Aune et al., BMJ 2016년 데이터; L. Stalpers, 암스테르담 UMC, 2023년 곡선 피팅).

## 미국
미국에서 예방 가능한 사망으로 가장 흔히 이어지는 세 가지 위험 요인은 흡연, 고혈압, 그리고 과체중이다. 화석 연료 연소로 인한 오염으로 연간 약 20만 명이 사망한다.

그림 3: 2000년 미국에서 예방 가능한 주요 사망 원인.[11] 참고: 이 데이터는 오래되었으며 특히 비만 관련 사망에 대해 상당히 수정되었다.[10]

### 사고사

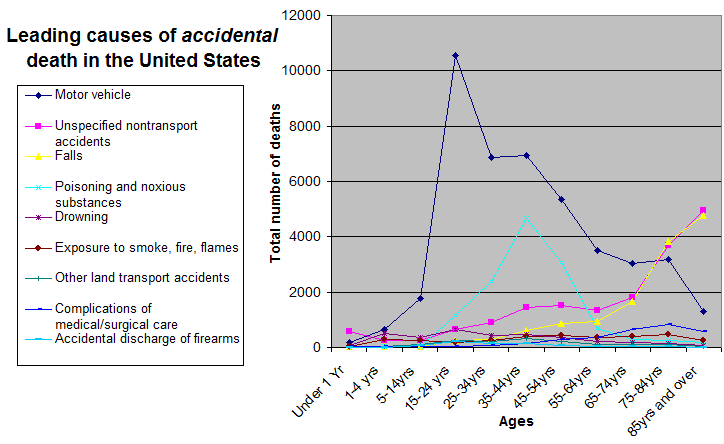
그림 4: 2002년 기준 미국에서 연령대별 사고사의 주요 원인.
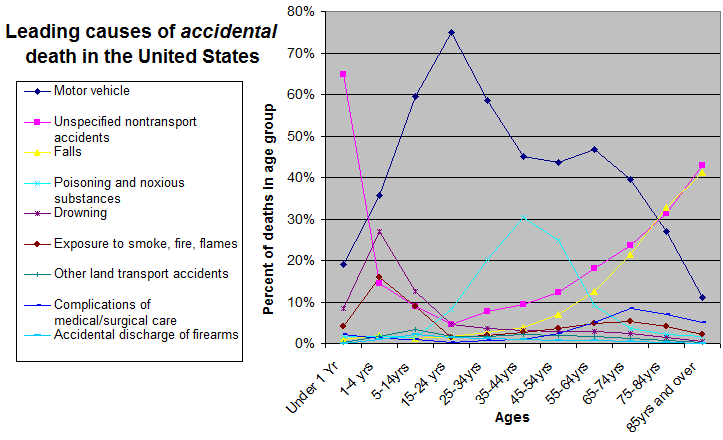
그림 5: 2002년 기준 미국에서 각 연령대별 사망률의 백분율로 나타낸 사고사의 주요 원인.

### 연간 사망자 수 및 원인
| 사망 원인                                  | 사망자 수 | 전체의 백분율 | 참고 |
| ------------------------------------------ | --------- | ------------- | --- |
| 저소득 및 중간 소득 국가 병원 내 유해 사례 | 2,600,000 |               | "전 세계 사망 및 장애의 10대 주요 원인 중 하나" |
| 흡연                                       | 435,000   | 18.1%         | |
| 비만증                                     | 111,900   | 4.6%          | 비만 관련 질병의 수치 차이에 대한 상당한 논쟁이 있었다. 여기의 값은 논쟁의 여지가 있는 값 중에서 가장 정확한 것으로 밝혀진 비만 사망률을 반영한다. 하지만, 과체중이면서 비만은 아닌 경우 정상 체중에 비해 사망률이 더 낮았다 (더 높지 않았다).              |
| 알코올                                     | 85,000    | 3.5%          | |
| 감염병                                     | 75,000    | 3.1%          | |
| 독소, 미립자 및 라돈을 포함한 유독 물질    | 55,000    | 2.3%          | |
| 교통 사고                                  | 43,000    | 1.8%          | |
| 예방 가능한 대장암                         | 41,400    | 1.7%          | 대장암(장암)은 2011년 미국에서 51,783명의 사망자를 발생시켰다. 대장암의 약 80%는 흔히 용종이라고 불리는 양성 증식으로 시작되며, 이는 대장내시경 중에 쉽게 발견되고 제거될 수 있다. 따라서 표에 있는 수치는 치명적인 암의 80%가 예방될 수 있었음을 가정한다. |
| 총기 사망                                  | 31,940    | 1.3%          | 자살: 19,766명; 살인: 11,101명; 사고: 852명; 미상: 822명. |
| 성병                                       | 20,000    | 0.8%          | |
| 물질사용장애                               | 17,000    | 0.7%          | |

## 전 세계 어린이들 사이에서
다양한 부상은 9-17세 어린이 사망의 주요 원인이다. 2008년 전 세계 어린이들의 5대 비의도적 부상은 다음과 같았다.{

| 원인      | 연간 사망자 수 |
| --------- | -------------- |
| 교통 사고 | 260,000        |
| 익사      | 175,000        |
| 바이러스  | 96,000         |
| 낙상      | 47,000         |
| 독소      | 45,000         |

## 같이 보기
- 사고사
- 알코올의 건강상 영향
  - 알코올 소비의 단기적 영향
  - 알코올 소비의 장기적 영향
- 생활습관의학
- 사망률별 사망 원인 목록
- 미립자
- 담배의 건강상 영향 § 사망률
- 예방의학
- 공중보건